# Orygmatobothrium versatile
Orygmatobothrium versatile är en plattmaskart som beskrevs av Diesing 1854. Orygmatobothrium versatile ingår i släktet Orygmatobothrium och familjen Phyllobothriidae. Inga underarter finns listade i Catalogue of Life.